# Puyang
Puyang (cinese: 濮阳; pinyin: Púyáng) è una città con status di prefettura della provincia dell'Henan, nella Cina centro-orientale.

## Geografia antropica

### Suddivisioni amministrative
La prefettura di Puyang è a sua volta divisa in 1 distretto e 5 contee.
- Distretto di Hualong - 华龙区 Huálóng Qū ;
- Contea di Qingfeng - 清丰县 Qīngfēng Xiàn ;
- Contea di Nanle - 南乐县 Nánlè Xiàn ;
- Contea di Fan - 范县 Fàn Xiàn ;
- Contea di Taiqian - 台前县 Táiqián Xiàn ;
- Contea di Puyang - 濮阳县 Púyáng Xiàn.